# Бренди Карлајл
Бренди Мари Карлајл (Рејвенсдејл, 1. јун 1981) америчка је кантауторка и продуценткиња која ради на више музичких жанрова. За свој рад добила је велики број награда, укључујући Греми награду. До 2020. године Бренди је објавила шест студијских албума и зарадила једанаест номинација за Греми награду, укључујући једну за The Firewatcher's Daughter, шест за By the Way, I Forgive You, и три за свој рад на пољу продукције и писања текстова на албуму Тање Такер, под називом While I’m Livin’. Била је номинована на 61. годишњој додели Гремија шест пута, укључујући номинације за албум године (By the Way, I Forgive You), рекорд године и песму The Joke. Године 2019. основала је женски квартет са Амандом Ширс, Марен Морис и Натали Хемби и назвала га The Highwomen. Први албум објавили су 2019. године и добили позитивне критике за њега, а албум је остварио комерцијални успех.   
Бренди је рођена у Рејвенсдејлу у држави Вашингтон, руралном граду југоисточно од Сијетла. Напустила је средњу школу да би наставила музичку каријеру и учила је сама да свира клавир и гитару. Њеб деби, први албум под називом Brandi Carlile објављен је уз критику, а постигао је ограничени комерцијални успех. Бренди је стекла шире признање својим синглом The Story из 2007. године са истоименог албума. Сингл је 2017. године добио златни сертификат од стране Америчког удружења дискографских кућа, а продат је  у 500.000 примерака.
Албум The Firewatcher's Daughter освојио је номинацију за Греми награду у категорији Најбољи американа албум и био на деветом месту музичке листе Билборд 200. Објавила је седам студијских албума укључујући The Story (2007), Give Up the Ghost (2009) и Live at Benaroya Hall with the Seattle Symphony (2011) који је био на 14 месту топ листе рок албума. У мају 2017. године Бренди је објавила Cover Stories на којем је гостовало 14 музичара и који су обрадили песме са оригиналног албума The Story. На албуму су гостовали Адел, Pearl Jam и Доли Партон, а он се нашао на 30. месту музичке листе Билборд 200. Сав приход отишао је у добротворне сврхе, деци која су погођена ратом. Брендин албум By the Way, I Forgive You објављен је у фебруару 2018. године и добио је позитивне критике и постигао комерцијални успех. Дебитовао је на 5. месту листе Билборд 200 а такође на 1. месту Билборд топ рок листе албума.
Музика Бренди је категорисана кроз неколико жанрова, укључујући поп, рок, алтернативну кантри музику и фолк. За свој стил је рекла : „Прошла сам све могуће вокалне фазе, од попа до блуза до Р&Б-а, али без обзира шта радим, једноставно не могу да избацим кантри музику и вестерн из свог гласа”. Бренди је била део неколико кампања активизма и заговарала је циљеве који се крећу од ширења свести о здравственим питањима до ЛГБТ права и охрабривања жена.

## Биографија
Бренди је рођена 1. јуна 1981. године у Рејвенсдејлу, малом граду 30 миља од Сијетла. Одрасла је у кући јединој у околини од неколико миља, а играла се у шуми као дете и слушала музику заједно са братом Џејом и сестром Тифани. Научила је да пева још као девојчица, а кантри песме почела је да пева на сцени кад је имала 8 година.
Са осам година Бренди је извела песму у шоу Џони Кеша и са петнаест година почела да свира гитару и пише песме. Са шеснаест година постала је резервна певачица за имитатора Елвиса. Према Бренди, када је била тинејџерска дијагностикован јој је хиперкинетички поремећај. Похађала је школу Тахома, али је одустала због музичке каријере. Након упознавања са музиком Елтона Џона, Бренди је научила да свира клавир, а са седамнаест научила је да свира и гитару.
У интервјуу из новембра 2002. године, Бренди се идентификовала као лезбијка. Касније је за Лос Анђелес Тајмс рекла да не мора око тога да има пуно формалности. У јуну 2012. године објавила је да је верена за Катрин Шеперд, а венчали су се у Вораму, Масачусетс, 15. септембра 2012. године. Заједно имају две ћерке. 
На свом имању имала је разне животиње, укључујући козе, кокошке, коња, пса и мачку. Бренди је хришћанка. Била је инспирација за ресторан у Сијетлу, које је назван The Carlile Room.
У јулу 2018. године најавила је стварање сопственог музичког фестивала под називом Girls Just Wanna Weekend. Фестивал се одржао у Пуерто Авентурасу на ривијери Маиа у Мексику од 30. јануара до 3. фебруара 2019. године, а на њему су биле музичарке женског пола попут Индиго Гирлс, Марен Морис, Марго Прис, Пати Грифин и друге. Бренди је била инспирисана да створи свој фестивал након што је много година учествовала на фестивалу Cayamo Cruise.
Године 2008. Бренди, Тим и Фил Хансерот основали су фондацију Looking Out, преко које су пружили финансијску помоћ и подигли свет о узорцима болести. Фондација је доделила грантове великом броју медицинских организација. Фондација је покренула бројне локалне кампање, а Бренди дарује фондацији 2 долара од сваке продате улазнице за њен концерт. За локалне потребе, ова фондација донирала је преко 2 милиона америчких долара.

## Музичка каријера

### 2004—2006: Почетак каријере и деби сцени
Бренди је започела музичку каријеру у клубовима у Сијетлу са браћом близанцима Тимом и Филом Хансеротом.  У почетку је Columbia Records потписала уговор са Бренди за само неке песме, које је повремено снимала код куће. Прве песме објављене су 2005. године са новим нумерама на албуму под називом Brandi Carlile. Columbia Records објавила је реиздање албума 2006. године, које укључује поновне снимке песама Throw It All Away и What Can I Say.
Албум је добио позитивне критике; Бренди је представљена на листи „10 уметника које треба испратити 2005. године“, часописа Rouling Stoun, као и на листама „Artist to watch“ часописа Interview and Paste. У својој рецензији албума, Стивен Томас Ерлевин написао је: „Признања, у комбинацији са уметничким насловима привлаче најслађем. Можда ће неки слушаоци бити сумњичави према Бренди, јер кумулативни ефекат чини да изгледа као лепа, претпакована креација“. Даље је написао, „њена музика је ... богата, топла и заводљива, позната у свом облику и звуку, а звучи свеже, чак и оригинално, посебност је у томе како се њен фолк стапа са њеним арт-поп склоностима“. Албум је био на осамдесетом месту музичке листе Билборд 200 и на првом месту листе САД фолк албума. 
Убрзо након објављивања албума, напустила је свој дом у Сијетлу и кренула са браћом Хансерот, јер је са њима радила на својим најранијим снимањима и независним регионалним турнејама. Чврсто повезан трио, који данас чини срж њеног бенда, провео је две године на путу усавршавајући песме које ће касније постати део њеног албума под називом The Story. До краја 2006. године, Бренди је започела неколико великих турнеја, а подржана је од стране уметника као што су Шаун Колин, Тори Ејмос, Крис Ајзак, Реј Ламонтејн  и бенда The Fray.

### 2007—2009: Успех са албумом The Story
Други албум Бренди под називом The Story продуцирао је T Bone Burnett. Албум укључује сарадњу са Indigo Girls на песми Cannonball., а снимали су га једанаест дана Бренди и бубњар Метом Чамберленом, како би ухватио сирови интезитет њених живих наступа. Пукотина у њеном вокалу током снимања песме The Story десила се случајно и била је директан резултат начина снимања албума.  Песма The Story била је заступљена у рекламама за General Motors током Летњих олимпијских игри 2008. године, што је довело до повећане изложености њеној музици. Као одговор на оглас, продаја албума је скочила за 368 процената. Главни истоимени сингл преузет је 28.091 пута. The Story је заузео 5. место на листи најпродаванијих синглова веб-сајта iTunes Music Store. Песма је такође била на реклами за Супер Бок 2008. године и помогла песми да се нађе на првом месту, а албуму на четвртом месту португалских музичких листа.  Песма The Story представљена је у романтичној драми The Lucky One.
The Story албум је прода ту више од 257.776 примерака у Сједињеним Државама и био је на четрдесет и првом месту листе Билборд 200, као и на десетом месту САД рок листе албума. Музички критичар Стивен Томас Ерлевин похвалио је Бренди за The Story рекавши: „Албум испуњава обећање њеног изузетног дебија, нудећи снажну потврду да је она јединствени таленат“.  Рејчел Мадук из часописа Paste написала је : „Тек 2007. године схватили смо половину онога што смо добили албумом The Story.”
Три песме, са њеног претходног албума, Tragedy, What Can I Say и Throw It All Away представљене су у ТВ драми Увод у анатомију. У овој серији представљена је и њена песма Turpentine као и верзију музичког спота за песму The Story. Глумица Сара Рамирез извела је своју верзију Брендиног сингла The Story у музичкој епизоди емисије.
Године 2007. Бренди је наступила у Бордерлајну у Лондону и гостовала на турнеји Њутона Фокнера у Великој Британији. Такође је наступала као уводни музичар на концертима Maroon 5 и OneRepublic на њиховим турнејама у Аустралији. У априлу 2008. године наступила је у шоу Later... with Jools Holland.
Албум Give Up the Ghost објављен је 2009. године и дебитовао је на двадесет и шестом месту листе Билборд 200. Албум је продуцирао добитник Греми награде Рик Рубин, а на њему је гостовао Елтон Џон на песми Caroline, као и Еми Реј, бубњар Чад смит и клавијатуриста Бенмонт Тенч. Године 2010. National Geographic Channel у Латинској Америци изабрао је Брендину песму If There Was No You коју је емисији Grandes Migraciones. Током исте године, Бренди је номинована за ГЛАД медијску награду. Албум се нашао на двадесет и шестом месту листе Билборд 200 у Сједињеним Државама.

### 2010—2016: Наставак успеха и пети албум
Године 2011. Бренди је објавила албум Live at Benaroya Hall with the Seattle Symphony који је досегао до четрнаестог места музичке листе топ рок албума. На албуму уживо Бренди изводи комбинацију оригиналних песама и обрађених материјала. Снимљен је током две распродане емисије у новембру 2010. године у дворани у Сијетлу у држави Вашингтон, на албуму се налази Брендин и њен дугогодишњи бенд укључујући браћу Филма и Тима Хансерта, који наступају заједно са симфонијом у Сијетлу. У Сједињеним Државама албум је достигао врхунац на 63. месту на Билборд 200 листе, на 5. месту на америчкој листе Билборд фолк албума и на 14. месту на америчке Билборд рок листе албума.
Наредни албум Бренди, под називом Bear Creek објављен је 5. јуна 2012. године, а продуцирала га је Трина Шумејкер. Албум представља сарадњу између ње и близанаца Хансерот. У интервјуу за часопис American Songwriter Бренди је рекла : „Пре деценију смо одлучили да поделимо све у свом бенду равномерно између нас троје. Тако да нико нема интереса да се укључи у туђу песму или њихову причу. Али нико није поверио интересовање да некога не задржи у причи. Увек се своди на оно што је најбоље за песму.” Песма Heart's Content са овог албума, додатно је представљена у романтичном филму Safe Haven. Албум се нашао на десетом месту листе Билборд 200, првом месту листе Билборд фолк албума и трећем месту САД Билборд рок албума. Бренди је такође био судија 10. годишњих независних музичких награда за подршку каријери независних уметника.
Дана 11. јануара 2014. године, Брад је отпевала националну химну Сједињених Државала у плеј-офу Националне фудбалске лиге америчког фудбала. Снимила је обраду песме The Chain коју у оригиналу изводи Fleetwood Mac, а песма се нашла на компилацијском албуму под називом Sweetheart 2014.
Бренди је пети студијски албум под називом Firewatcher's Daughter објавила 3. марта 2015. године за издавачку кућу ATO Records.
Са бендом The Avett Brothers наступала је 4. маја 2015. године у шоу Дејвида Летермана и извела песму Keep on the Sunny Side. Освојила је номинацију за Топ американа албум, за албум Firewatcher's Daughter, на 58. додели Греми награда. Била је главни музички гост у Лејт Најту са Сет Мејерсом, 7. априла 2016. године, када је отпевала песму Mainstream Kid, а наступ је посветила америчком политичару Бернију Сандерсу, који се те вечери појавио на програму.

### 2017—данас: Греми награда и даљи успех
Брендин шести студијски албум под називом By the Way, I Forgive You продуцирали су Дејв Коб и Шутер Џенинг. Албум је објављен 16. фебруара 2018. године, а најављен је песмама The Joke, The Mother и Sugartooth. Бренди је извела песа са албума на Jimmy Kimmel Live!. Такође је гостовала на албуму Џона Принса, The Tree of Forgiveness. By the Way, I Forgive You постао је најуспешнији албум Бренди, достигавши на пето место листе Билборд 200. Албум је такође био на првом месту листе Билборд топ рок албума. Први сингл са албума, под називом The Joke нашао се на листи тадашњег председника Сједињених Држава Барака Обаме, на крају године. Албум је добио позитивне критике, а за њега Бренди је освојила 6 номинација на 61. додели Греми награда, што је највише номинација за женску музичарку у 2019. години. Добила је номинација за најбољи албум године и најбољу песму године, а победила у три категорије.
Године 2019. Бренди је са Амандом Ширс и Марен Морис основала кантри музичку супергрупу под називом Highwomen, којој је касније приступила и Натали Хемби. Бренди се појавила на концерту за Лорет Лин, заједно са Тањом Такер, где су извеле две песме са Такериног предстојећег албума While I'm Livin', који је продуцирала Бренди заједно са Шутер Џенингсом. Highwomen је такође касније дебитовала уживо током овог концерта, изводећи песму Wasn't God Who Made Honky Tonk Angels. Њихов дебил сингл Redesigning Women објављен је 19. јула 2019. године, а истоимени албум 6. септембра исте године, за који су добиле позитивне критике. Дана 16. јануара 2019. године, Бренди  се појавила на петосатном концерту Криса Конела, који се одржао у Лос Анђелесу и где је извела песму Hunger Strike, Like a Stone и Black Hole Sun. Сав приход отишао је у корист фондација које су донирале новац у медицинска истраживања. Дана 14. октобра 2019. Бренди је извела цео албум Bluei од Џони Мичек у Лос Анђелес дворани Волт Дизни.
У фебруару 2020. године Бренди је именована за амбасадорку Дана продавнице плоча 2020. године. Дана 2. јуна 2020. придружиа се преосталим члановима групе Soundgarden у студију у Сијетлу, где су снимии песме Black Hole Sun и  Searching with My Good Eye Closed, а које су објављене на винилу под називом A Rooster Says током другог од три догађаја Дана продавница плоча, 26 септембра 2020. године.

## Дискографија

### Студијски албуми
| Година                               | Детаљи | Позиција | Позиција | Позиција | Позиција | Позиција | Позиција | Број продатих примерака |
| Година                               | Детаљи | САД      | САД фолк | САД рок  | КАН      | ШВА      | УК       | Број продатих примерака |
| ------------------------------------ | --- | -------- | -------- | -------- | -------- | -------- | -------- | ----------------------- |
| 2005                                 | Brandi Carlile - Датум објављивања: 12. јул 2005. - Издавачка кућа: RED Ink / Columbia Records                          | 80       | —        | 18       | —        | —        | —        |                         |
| 2007                                 | The Story - Датум објављивања: 3. април 2007. - Издавачка кућа: Columbia Records                                        | 41       | —        | 10       | —        | 18       | 58       | - САД: 500,000          |
| 2009.                                | Give Up the Ghost - Датум објављивања: 2. октобар 2009. - Издавачка кућа: Columbia Records                              | 26       | 5        | 9        | —        | 33       | —        |                         |
| 2012.                                | Bear Creek - Датум објављивања: 1. јун 2012. - Издавачка кућа: Columbia Records                                         | 10       | 1        | 3        | —        | 39       | —        | - САД: 137,000          |
| 2015.                                | The Firewatcher's Daughter - Датум објављивања: 3. март 2015. - Издавачка кућа: ATO Records                             | 9        | 1        | 1        | 17       | 50       | —        | - САД: 128,000          |
| 2018.                                | By the Way, I Forgive You - Датум објављивања : 16. фебруар 2018. - Издавачка кућа: Low Country Sound / Elektra Records | 5        | 1        | 1        | 27       | 13       | —        | - САД: 143,000          |
| "—" озвана издање које није на листи | |          |          |          |          |          |          |                         |

## Награде и признања
Бренди је освојила награду за пробој музике у Сијетлу за 2010. годину.
| Година | Асоцијација                      | Категорија                                         | Номиновани ради                       | Резултат   |
| ------ | -------------------------------- | -------------------------------------------------- | ------------------------------------- | ---------- |
| 2010   | ГЛАД медија награда              | Најбољи музички уметник                            | Brandi Carlile                        | Номинација |
| 2016   | Греми награда                    | Најбољи американа албум                            | The Firewatcher's Daughter            | Номинација |
| 2018   | Американа музичке награде        | Уметник године                                     | Brandi Carlile                        | Номинација |
| 2018   | Американа музичке награде        | Песма године                                       | The Joke                              | Номинација |
| 2018   | Американа музичке награде        | Албум године                                       | By the Way, I Forgive You             | Номинација |
| 2018   | Американа музичке награде        | Награда Жино за међународни албум године           | By the Way, I Forgive You             | Номинација |
| 2018   | Американа музичке награде        | Интернационална песма године                       | The Joke                              | Освојено   |
| 2019   | Греми награда                    | Албум године                                       | By the Way, I Forgive You             | Номинација |
| 2019   | Греми награда                    | Најбољи американа албум                            | By the Way, I Forgive You             | Освојено   |
| 2019   | Греми награда                    | Снимак године                                      | The Joke                              | Номинација |
| 2019   | Греми награда                    | Песма године                                       | The Joke                              | Номинација |
| 2019   | Греми награда                    | Најбоља америчка рутс песма                        | The Joke                              | Освојено   |
| 2019   | Греми награда                    | Најбољи амерички рутс перформанс                   | The Joke                              | Освојено   |
| 2019   | ГЛАД медијска награда            | За најбољег извођача                               | Brandi Carlile                        | Номинација |
| 2019   | ЦМТ музичка награда              | Импакт награде                                     | Brandi Carlile                        | Освојено   |
| 2019   | ЦМТ музичка награда              | Најбољи видео спот женског извођача                | The Joke                              | Номинација |
| 2019   | ЦМТ музичка награда              | Перформанс године                                  | Natural Woman (са Марен Морис)        | Номинација |
| 2019   | Американа музичка награда        | Интернационална песма године                       | The Joke                              | Освојено   |
| 2019   | Американа музичка награда        | Награда Жино за међународни албум године           | By the Way, I Forgive You             | Номинација |
| 2019   | Американа музичке награде        | Уметник године                                     | Brandi Carlile                        | Освојено   |
| 2019   | Билборд жене у музици            | Трејблејзер награда                                | Brandi Carlile                        | Освојено   |
| 2020.  | Греми награда                    | Најбољи кантри албум                               | While I'm Livin' (као продуцент)      | Освојено   |
| 2020.  | Греми награда                    | Песма године                                       | Bring My Flowers Now                  | Номинација |
| 2020.  | Греми награда                    | Најбоља кантри песма                               | Bring My Flowers Now                  | Освојено   |
| 2020.  | Греми награда                    | Најбољи кантри перформанс дуа или гурпе            | Common (са Марен Морис)               | Номинација |
| 2020.  | Музичка награда Кантри академије | Група године                                       | The Highwomen                         | Номинација |
| 2020.  | ЦМТ музичка награда              | Видео спот године музичке групе                    | Crowded Table                         | Номинација |
| 2021.  | Греми награда                    | Најбоља кантри песма                               | Crowded Table                         | Освојено   |
| 2021.  | Греми награда                    | Најбоља песма за играни филм, телевизију или друго | Carried Me with You (из филма Onward) | Номинација |